# Narek
Narek – wieś w Armenii, w prowincji Ararat. W 2011 roku liczyła 1001 mieszkańców.